# Омуртаг
Омуртаг (Омортаг, Мортагон (Мортаг), Критагон (Критаг) — правитель Болгарії з 814 до 831 року, син Крума.
Омуртаг титулував себе «KANACYBIГI» — канасувігі, цей титул читається на кам'яних написах грецькою мовою, зроблених на замовлення володаря.

## Відносини з Візантійською імперією
По смерті хана Крума настав момент нестабільності в Болгарському ханстві. Думки істориків суперечливі та є кілька варіантів того, що сталось. Після несподіваної дивної смерті хана Крума залишилась величезна армія й облогові машини, приготовані для взяття Константинополя. З кількох історичних джерел відомо, що керувати країною почали троє — Дукум, Діценг і Цог. Ймовірно вони були воєначальниками Крума. Або кожен із них ставав ханом на короткий термін, або вони разом здійснювали тимчасове керівництво країною. Найбільш імовірною є точка зору професора Васіла Гюзелєва, яка полягає в тому, що управління прийняв хан Омуртаг після короткого періоду смути й дестабілізації верхівки влади в Болгарії.
У спадщину від хана Крума новий правитель Болгарії отримав незавершену війну з Візантією. Він продовжив спустошувати візантійські землі, але того ж 814 року у вирішальній битві з військами Льва V болгари зазнали поразки і 815 року були змушені підписати мирну угоду з Візантією, за якою міста Месембрія, Анхіалос (Поморіє), Созополь закріпилися за болгарами.
25 грудня 820 року імператор Лев V був убитий змовниками і на трон зійшов новий імператор Михаїл II Травл. Візантійський полководець Фома Слов'янин не визнав нового правителя й у грудні 821 року, заколотники, якими він керував, з суші та моря обложили Константинополь. Хан Омуртаг прийшов на допомогу Михаїлу та розгромив повстанців.

## Відносини з імперією франків
818 року слов'янські племена абодріти (східна гілка ободрітів), браничевці й тимочани, які проживають у середній течії Дунаю, відокремились від Болгарської держави, збираючись знайти підтримку в імперії Франків. До 826 року Омуртаг безуспішно вів перемовини з імператором франків Людовиком I Благочестивим. Після провалу перемовин він здійснив походи (827 і 829 років) проти слов'ян середнього Подунав'я. Одержавши перемогу, він поставив своїх довірених осіб на місце повсталих слов'янських князів (у князівстві Савія (Паннонська Хорватія) князем був поставлений Ратимір) та заснував на болгарсько-франкському кордоні п'ять адміністративно-військових областей. Відносини між болгарами та франками були налагоджені після підписання мирної угоди 830 року.

## Внутрішня політика
Після повстання дунайських слов'ян Омуртаг ліквідував автономію слов'ян та здійснив адміністративно-територіальну реформу. Країну було розділено на комітати, на чолі яких були поставлені коміти. Також хан реформував армію. Військо було розділено на постійну дружину та ополчення, яке скликалось у разі війни.

## Будівництво

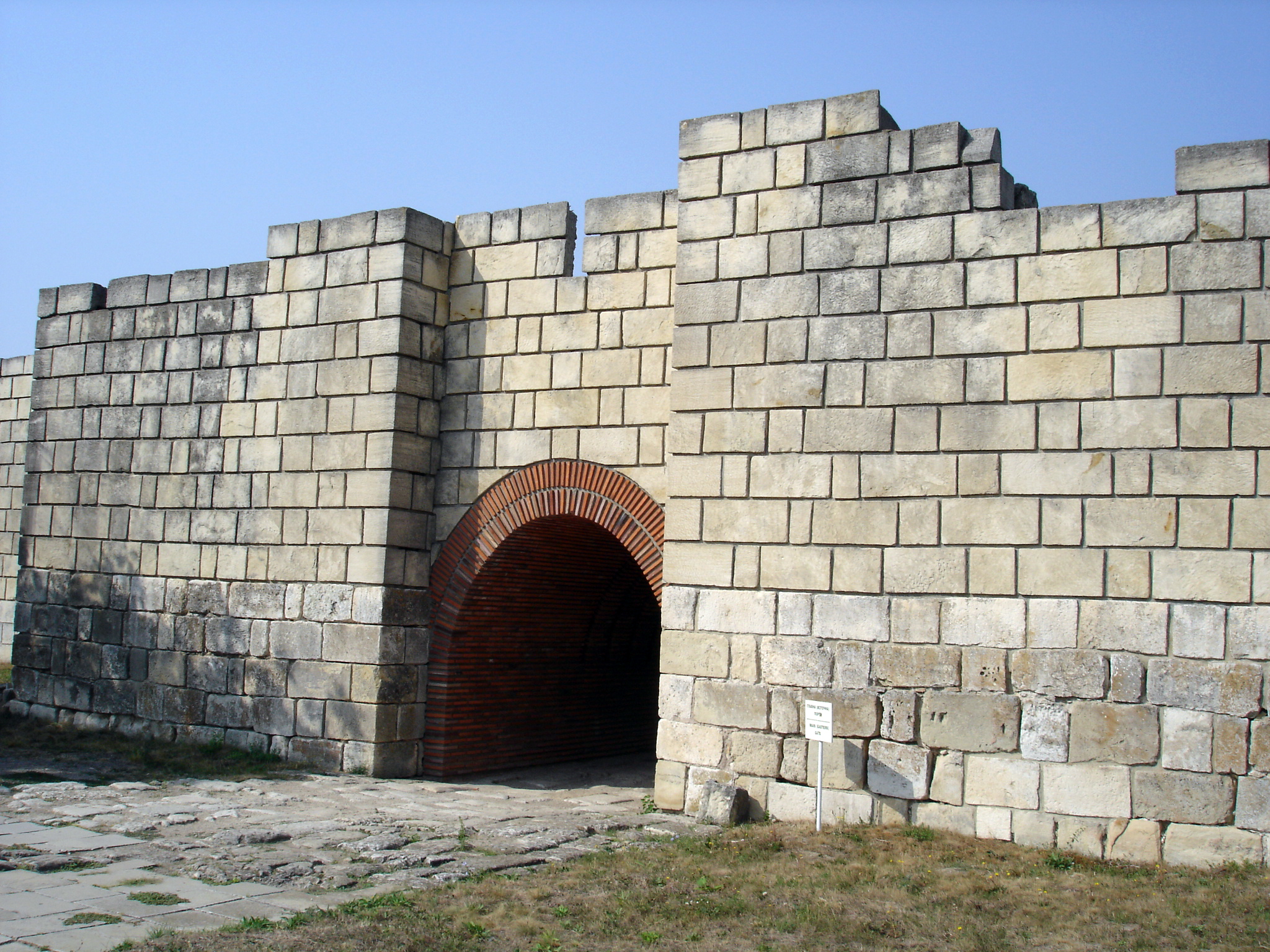
Брама фортеці Плиски

За правління Омуртага у всій Болгарії розгорнулось велике будівництво. Була відновлена столиця Болгарії Плиска, зруйнована 811 року імператором Никифором. Там було зведено новий палац, поганський храм, відновлено міські укріплення. Був збудований новий палац на Дунаї, про що свідчить напис, висічений на колоні. Напис каже:
|  | Великий хан Омуртаг, перебуваючи у старому своєму палаці, звів преславний дім на Дунаї та, вимірявши відстань між двома всеславними палацами, насипав посередині курган. Від верхівки цього кургану до мого старого палацу аулу - двадцять тисяч оргій, і до Дунаю - двадцять тисяч оргій. Сам же курган всеславний. Як би добре не жила людина, вона помирає і народжується інша. І нехай народжений після нас, побачивши це, згадає його творця. А ім’я володаря Омуртаг – великий хан. Нехай благословить його Бог прожити сто років. |

## Утиски християн

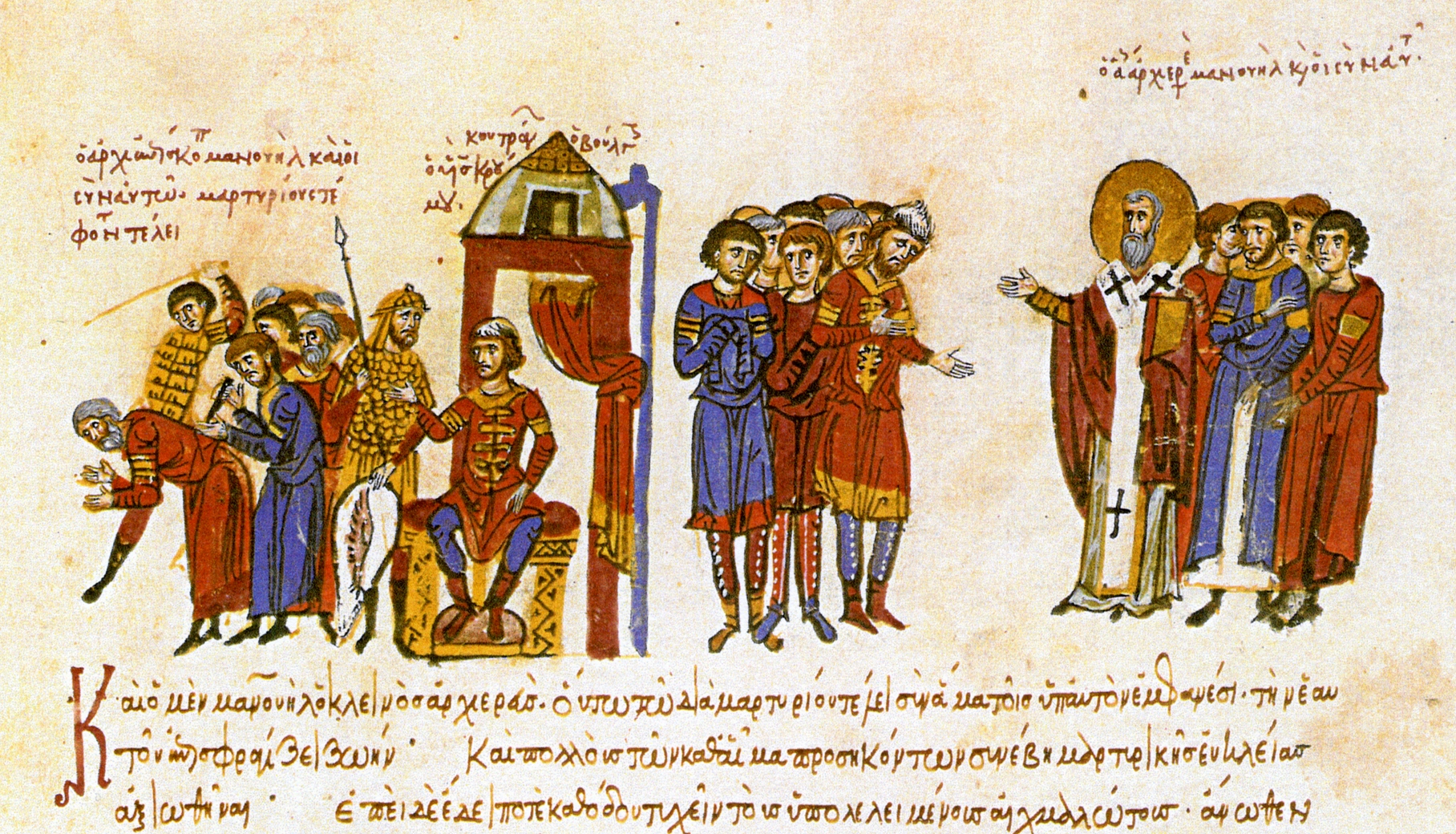
Омуртаг наказує стратити християн. Мініатюра з часопису Іоанна Скилиці, XII століття

Християнство правлячим класом Болгарії ввижалось як релігія ворога, Візантійської імперії, і сильно притискалось.
Під час переслідувань загинуло понад 370 видних християн, серед яких особливо виділялись єпископ Нікейський Леонтій, клірики Гавриїл і Сіоній, чиї голови відтяли мечем, священик Парод, побитий камінням, і воєвода Іоанн.
Спадкоємець престолу Єнравота, старший син хана Омуртага, через симпатії до християн був позбавлений трону. Пізніше він був засуджений і страчений вже після смерті Омуртага, ставши першим болгарським мучеником.

## Пам'ять
На честь хана названо місто Омуртаг, цент однойменної общини.